# Дисилицид никеля
Дисилицид никеля — бинарное неорганическое соединение
никеля и кремния
с формулой NiSi2,
серебристо-белые кристаллы,
не растворяется в воде.

## Получение
- Сплавление стехиометрических количеств чистых веществ:

{\displaystyle {\mathsf {Ni+2Si\ {\xrightarrow {993^{o}C}}\ NiSi_{2}}}}

## Физические свойства
Дисилицид никеля образует серебристо-белые кристаллы
кубической сингонии,
пространственная группа F m3m,
параметры ячейки a = 0,5406 нм, Z = 4.
Не растворяется в воде.